# Гызылоба (Ходжалинский район)
Гызылоба (азерб. Qızıloba, в советское время — Кармиргю́х (азерб. Qarmirgüğ, азерб. Гармирҝүғ, арм. Կարմիր գյուղ) или Гармикюдж (азерб. Qarmiküc), ранее — Кешишкенд (азерб. Keşişkənd)) — село в Ходжалинском районе Азербайджана, является центром Гызылобинского сельского административно-территориального округа.

## География
Село Гызылоба является центром Гызылобинского сельского административно-территориального округа Ходжалинского района, при этом в состав этого сельского административно-территориального округа входят также и сёла Ашагы-Емишджан, Хачмач, Юхары-Емишджан.
Расположено в 23 км к юго-востоку от города Ханкенди, в 3 км от дороги Ханкенди—Физули, в подножиях Карабахского хребта на высоте 1260 м.

## История
В советский период на 1 января 1977 года село называлось Кармиргюх и являлось центром одноимённого сельсовета, входившего в состав Степанакертского (с 1978 года — Аскеранского) района Нагорно-Карабахской автономной области (НКАО) Азербайджанской ССР.
Сама Нагорно-Карабахская автономная область (НКАО) была образована 7 июля 1923 года и до 1936 года называлась Автономная область Нагорного Карабаха (АОНК).
2 сентября 1991 года на совместной сессии Нагорно-Карабахского областного и Шаумяновского районного Советов народных депутатов была принята Декларация о провозглашении Нагорно-Карабахской Республики (НКР) в границах НКАО и сопредельного Шаумяновского района Азербайджанской ССР.
26 ноября 1991 года Верховный Совет Азербайджанский Республики принял Закон «Об упразднении Нагорно-Карабахской автономной области Азербайджанской Республики», согласно которому, помимо упразднения НКАО, упразднялся также и Аскеранский район, а на его месте образовывался Ходжалинский район с центром в городе Ходжалы.
Решением Милли Меджлиса от 29 декабря 1992 года № 428 село Гармикюдж (или Кармиргюх) Ходжалинского района было переименовано в Гызылоба. В настоящее время это село Гызылоба и является центром Гызылобинского сельского административно-территориального округа Ходжалинского района Азербайджана.
В результате Карабахского конфликта, село в начале 1990-х годов попало под контроль непризнанной Нагорно-Карабахской Республики (НКР). В соответствии с административно-территориальным делением непризнанной республики село располагалось в Аскеранском районе НКР и называлось Кармир гюх.
Согласно трёхстороннему заявлению в ночь с 9 по 10 ноября 2020 года, подписанному по итогам Второй Карабахской войны, село перешло под контроль российских миротворческих сил.
В результате боевых действий в сентябре 2023 года Азербайджан восстановил свой контроль над селом.

## Экономика
В советский период население села занималось животноводством, виноградарством, зерноводством и шелководством. В селе были восьмилетняя школа, клуб, библиотека, медицинский пункт, отделение связи.

## Население
Согласно Кавказскому календарю на 1910 год, население села Кешишкенд Шушинского уезда Елизаветпольской губернии к 1908 году составляло 1605 человек, в основном армян. В 1911 году — 970 человек, так же преимущественно армяне. В 1977 году в селе Кармиргюх Аскеранского района НКАО Азербайджанской ССР проживало 264 человека.

## Достопримечательности
В советский период в селе был установлен памятник в честь уроженцев села, погибших в Великой Отечественной войне.
В трёх километрах от Гызылобы расположены храм предположительно XII—XIII веков и базилика XI—XIII веков (6,8 м в длину, 5,3 м в ширину 5,8 м в высоту), пострадавшие во время нахождения села под контролем непризнанной НКР.